# Сервач (село)
Сервач або ж Велика Сервач (біл. вёска Вялікая Сэрвач) — село в складі Вілейського району Мінської області, Білорусь. Село підпорядковане Костеневицькій сільській раді, розташоване в північній частині області.